# روی نلسون
روی نلسون (انگلیسی: Roy Nelson؛ زادهٔ ۲۰ ژوئن ۱۹۷۶) فیلم‌نامه‌نویس، بوکسور، ورزشکار هنرهای رزمی ترکیبی و کاراته‌کا اهل ایالات متحده آمریکا است.